# Dywizja Pancerna Feldherrnhalle 2 (III Rzesza)
Dywizja Pancerna Feldherrnhalle (niem. Panzer-Division Feldherrnhalle 2) – niemiecka dywizja pancerna z okresu II wojny światowej.

## Historia dywizji
Dywizja powstała w marcu 1945 roku z resztek rozbitej przez Armię Czerwoną w Budapeszcie 13 Dywizji Pancernej, Zapasowej i Szkolnej Brygady Feldherrnhalle, 110 Brygady Pancernej i pododdziałów I Korpusu Kawalerii. Jednostka była słaba i przedstawiała wartość bojową zbliżoną do pułku. W ramach 8 Armii walczyła w kwietniu 1945 roku na terenie Słowacji i nad górnym Dunajem. W maju 1945 roku jej część skapitulowała przed armią USA, a część przed Armią Czerwoną.

## Dowódcy dywizji
- gen. mjr Franz Bäke (od sformowania do kapitulacji[2])

## Struktura organizacyjna
- pułk pancerny Feldherrnhalle 2 (Panzer-Regiment Feldherrnhalle 2)
- pułk grenadierów pancernych Feldherrnhalle 2 (Panzer-Grenadier-Regiment Feldherrnhalle 2)
- pułk artylerii pancernej Feldherrnhalle 2 (Panzer-Artillerie-Regiment Feldherrnhalle 2)
- batalion artylerii przeciwlotniczej Feldherrnhalle 2 (Heeres-Flak-Artillerie-Abteilung Feldherrnhalle 2)
- batalion niszczycieli czołgów Feldherrnhalle 2 (Panzerjäger-Abteilung Feldherrnhalle 2)
- batalion pionierów Feldherrnhalle 2 (Panzer-Pionier-Bataillon Feldherrnhalle 2)
- Panzer-Nachrichten-Kompanie Feldherrnhalle 2
- Panzer-Versorgungstruppen